# Kalma (Saaremaa)
Koordinaten: 58° 32′ N, 23° 0′ O
Kalma ist ein Dorf (estnisch küla) auf der größten estnischen Insel Saaremaa. Es gehört zur Landgemeinde Saaremaa (bis 2017: Landgemeinde Orissaare) im Kreis Saare.
Das Dorf hat elf Einwohner (Stand 31. Dezember 2011).